# Károly Kerkapoly

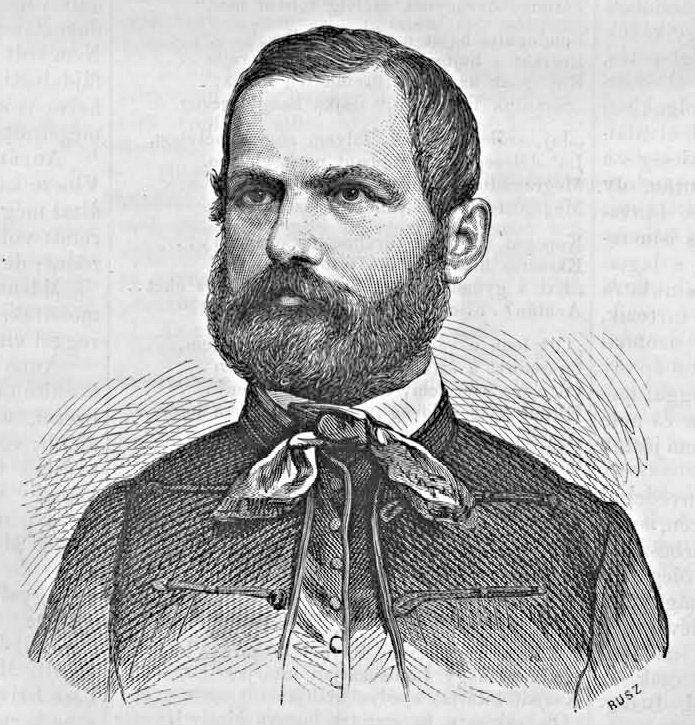
Károly Kerkapoly, 1869

Károly Kerkapoly von Kővágóörs (deutsch auch Karl Kerkapoly, * 13. Mai oder 15. Mai 1824 in Szentgál im Komitat Veszprém; † 31. Dezember 1891 in Budapest) war ein ungarischer Politiker, Historiker und Philosoph.

## Leben

### Ausbildung
Kerkapoly besuchte das reformierte Gymnasium in Pápa, wo Mór Jókai und Sándor Petőfi zur Schule gingen. Danach studierte er in Pápa und Pressburg.
Kerkapoly war Juratus beim jährlichen Landtag 1844 in Pressburg. Nach dem Abschluss seines Jurastudiums arbeitete er beim Hauptankläger im Komitat Zala. Dort lernte er Ferenc Deák kennen, mit dem er schon damals sympathisierte und dessen Laufbahn er später mit aufmerksamen Interesse begleitete. Im Jahr 1846 erlangte er sein Anwaltsdiplom und er wurde ebenfalls im Komitat Zala ehrenamtlicher Ankläger. Am 23. März 1847 wurde er zum Philosophiedozenten an der reformierten Hochschule in Pápa ernannt. Bevor er seinen Lehrstuhl einnahm, besuchte er die Universitäten in Halle und Berlin.

### Revolutions- und Restaurationszeit
Während der Revolution von 1848/1849 kehrte er nach Ungarn zurück und schloss sich als Nationalgardist in Veszprém den Unabhängigkeitskämpfern an. Auf Grund einer Krankheit nahm er aber nicht an den Feldlagern teil. Nachdem die Revolution niedergeschlagen worden war, konnte Kerkapoly die Professur der Philosophie antreten. Er bekleidete dieses Amt bis 1865.
Kerkapoly war ein strenger aber auch beliebter Lehrer, da er den Lehrstoff mit großem Elan vortrug. Seine Studenten achteten ihn auch für seine gründliche und klare Beweisführung. Die volkswirtschaftlichen Vorlesungen hielt er zusammen mit Gyula Kautz, dessen Ideen er oft kritisierte. In der Volkswirtschaft und Finanzpolitik vertrat er Schutzzölle und Bimetallismus, in der Währungspolitik verfocht er dagegen einen Monometallismus mit Silber. Zur Zeit der Restauration lebte Kerkapoly für die Wissenschaft und seinen Lehrstuhl.
Kerkapoly verfasste eine ‚Weltgeschichte‘ (Világtörténelem), deren erster Band 1859 erschien. Dieses Werk brachte ihm die Mitgliedschaft in der Ungarischen Akademie der Wissenschaften ein. Ebenfalls 1859 veröffentlichte Kerkapoly das Buch Protestans egyházalkotmánya (‚Protestantische Kirchenverfassung‘) als Entgegnung auf eine kaiserliche Verordnung (protestáns pátens), mit der die Freiheitsrechte der ungarischen protestantischen Kirche beschnitten wurden. Im selben Jahr beteiligte er sich an der protestantischen Autonomiebewegung und trug so wesentlich zur Ausarbeitung einer Kirchenverfassung (Protestáns egyházalkotmány) bei. Kerkapoly nahm auch darüber hinaus am öffentlichen Diskurs teil und zog allgemeine Aufmerksamkeit auf sich. 1861 plante er, in einem Veszprémer Wahlkreis zu kandidieren, jedoch musste er sich wegen eines schweren Augenleidens zurückziehen.
1862 und 1863 erschienen zwei philosophische Schriften von Kerkapoly, Ismerettan (‚Erkenntnislehre‘) und Gondolattan (‚Denklehre‘).

### Politisches Aktivitäten
Als Politiker spielte er erst in der Periode des Landtags von 1865 bis 1868 eine bedeutende Rolle, als er zum Repräsentanten des Wahlkreises Enying im Komitat Fejér gewählt wurde. In diesem Landtag war die Partei Deáks, an dessen Seite sich Kerkapoly stellte, besonders aktiv. Er wirkte vor allem in den Kommissionen und daneben auch in den Zeitungen. Seine Veröffentlichungen, in denen er Themen wie die nationale Gleichberechtigung, die Bildung des Volkes sowie Fragen des Staatshaushalts und Landesverteidigung behandelte, erschienen größtenteils anonym, erregten aber viel Aufmerksamkeit. Daraufhin ernannte ihn der Verteidigungsminister Graf Gyula Andrássy am 15. Dezember 1868 zum Staatssekretär. Zudem wurde er zum Professor der Staatswissenschaften berufen. Im März 1869 wurde er zum parlamentarischen Vertreter von Tapolc im Komitat Zala gewählt.
Am 23. Mai 1870 wurde er Finanzminister in der Regierung von Gyula Andrássy, als die finanziellen Verhältnisse im Land sehr schlecht waren. Daher führte Kerkapoly verschiedene Reformen durch. In diese Zeit fallen die wenig erfolgreichen Verhandlungen mit dem österreichischen Ministerium und der Nationalbank, in denen es um die Umgestaltung der Kreditorganisationen ging. Der ausbleibende Erfolg in diesen Fragen verringerte das in ihn gesetzte Vertrauen. Ebenso wenig gelang es, die Staatsverschuldung zu verringern. Er wurde aber auch Opfer ungerechter Vorwürfe. Schließlich wurde seine Stellung als Minister unhaltbar. Im Zuge der Anklagen, die Graf Sennyei in der gegen Kerkapoly einberufenen Kommission trat er am 19. Dezember 1873 zurück und zog sich auf seine Professur an der Universität von Pest zurück.
Er blieb noch bis 1878 Abgeordneter des Reichstags, nahm aber keine entscheidende politische Rolle mehr ein. Nur noch einmal ergriff er 1878 das Wort für eine größere Rede, als Österreich erneut anstrebte, die Frage der Zölle und Handelsvereinigungen gegen ungarische Interessen durchzusetzen. Er unterstützte die Regierung mit seiner starken Beweisführung.
Nach seinem Rückzug aus der Politik beschäftigte er sich von seiner Lehrtätigkeit abgesehen dennoch weiterhin mit gesellschaftlichen Themen. Besonders engagierte er sich in der Landesvereinigung für Wirtschaft. Außerdem war er Mitbegründer und lange Zeit auch geschäftsführender Kommissionsvorstand der Landesvereinigung für Musterkeller und der ungarischen Weinbauern. Kerkapoly nahm als Weinbergbesitzer und Winzer selbst an den Ratssitzungen der Reblaus-Kommission (filoxera-bizottság) und an Debatten über Winzergesetze teil. Bei der investitionsreichen Bewirtschaftung seiner Weinstöcke auf dem Gellértberg ging er gegen die Reblaus vor. Auf seinen Grundstücken am Balaton wirtschaftete er mit großem Erfolg und legte international bekannte Baumschulen und Obstgärten an. Nach seinem Tod wurden dort im Sinne seines Testaments Waisen unterrichtet.
In den letzten Jahren seines Lebens beschäftigte er sich unter anderem mit Tätigkeiten im Rahmen seiner Vormundschaft für das Gymnasium von Pápa. Weiterhin befasste er sich mit verschiedenen Unternehmen im Bereich Industrie und Wirtschaft, zum Beispiel verbrachte er viel Zeit im Direktorat der Pallas Buchverlag-AG. Den Schwerpunkt legte er aber auf die Unterstützung wohltätiger Institutionen und der Erziehung von Waisen. Mit diesem Engagement glich er die Vorwürfe aus, geizig zu sein, die ihm zeit seines Lebens wegen seiner großen Ersparnisse immer wieder entgegengebracht wurden.

## Werke
- Világtörténet észtanilag előadva. Band 1. Pápa 1859 (Weitere Bände sind nicht erschienen).
- Protestáns egyházalkotmány. In: Protestáns Egyházi és Iskolai Lap. 1860.
- Tiszta észtan. Ismerettan. In: Protestáns Egyházi és Iskolai Lap. Heft 1, 1862.
- Tiszta észtan. Gondolattan. In: Protestáns Egyházi és Iskolai Lap. Heft 2, 1863.
- Publicistai dolgozatok az 1865–1868. országgyűlés alatt. Pest 1869.
- Állam-Zárszámadás 1869. évre. Band 1 und 2. Buda 1870.

Lithographien:
- K. politikai előadásai. 2. Auflage. Kiadta Hajnal Vilmos, Budapest 1887.
- Tóth Miklós, Tetétleni Ármin (Hrsg.): Nemzetgazdaságtan. Kiadta Hajnal Vilmos, Budapest (1889–1890; herausgegeben auf der Grundlage von Kerkapolys Erläuterungen).
- Pikler Gyula (Hrsg.): Nemzetgazdaság- és pénzügytani jegyzetek. 4. Auflage. Budapest 1890.

Handschriften:
- Pikler Gyula (Hrsg.): Nemzetgazdaságtani jegyzetek.

Kerkapolys Artikel erschienen in folgenden Zeitschriften:
- Tavasz (Pápa, 1845, Titel: A vajoroszlán, eine Übersetzung aus dem Deutschen)
- Falusi Esték (1853–1854, Titel: Magyar gazdálkodás)
- Müller Gyula nagy Naptára (1854)
- Vasárnapi Újság (1854, Titel: A légkör gazdászati fontossága)
- Protestäns Egyhäzi és Iskolai Lap (1859–1862)
- Sárospataki Füzetek (1859–1862)
- Kecskeméti Protestáns Közlöny (1859, Titel: Egyház és Iskola)
- Magyar Tudomány Akadémia Értesítője (1860, Titel: A világtörténet és az emberiség fajkülönbségei)
- Sárospataki Füzetek (1865, Titel: Birálati magyarázatok Emericzy Géza úrnak)
- Hon (Pápa, 1865, Leitartikel vom 17. September)
- Pesti Napló (1868, Leitartikel vom 7. September)
- Budapesti Szemle (1875, Titel: Az adók és termelés)
- Nemzetgazdasági Szemle (1877, Titel: Az ipartörvény módosításához; 1880, Titel: Három emlékirat)
- Pesti Hirlap (1881, 44. Ausgabe, Titel: A telepítésekről)
- Pápai Közlöny (2. September 1892, Titel: Székfoglalója 1841-ben)